# Камен (Великотырновская область)
Камен (болг. Камен) — село в Болгарии. Находится в Великотырновской области, входит в общину Стражица. Население составляет 1653 человека (2022).

## Политическая ситуация
В местном кметстве Камен, в состав которого входит Камен, должность кмета (старосты) исполняет Димчо Димов (Граждане за европейское развитие Болгарии (ГЕРБ)), прежде кметом был Петю Статев Петров (Болгарская социалистическая партия (БСП)) по результатам выборов правления кметства.